# Michael Kokocinski
Michael Kokocinski (* 7. Februar 1985) ist ein ehemaliger deutscher Fußballspieler.

## Karriere

### Vereine
Nachdem Kokocinski in der Jugend für den TSV 1860 Rosenheim und den TSV 1860 München gespielt hatte, rückte er 2004 in die zweite Mannschaft der Sechz’ger auf und kam für diese in der Regionalliga Süd meist als Abwehrspieler zum Einsatz. Nach seiner zweiten Spielzeit wechselte er zum Stadtrivalen und Ligakonkurrenten, der zweiten Mannschaft des FC Bayern München.
Zur Saison 2008/09 wechselte Kokocinski zu Kickers Offenbach, um mit dem komplett neu formierten Team die erste 3. Liga-Saison zu bestreiten. Bereits am ersten Spieltag kam er in der Anfangsformation zum Einsatz. Zu Beginn der Saison 2009/10 wechselte Kokocinski ablösefrei zum Ligakonkurrenten Wacker Burghausen und spielte dort auf der Position des linken Verteidigers. Von 2010 bis 2014 spielte er beim TSV 1860 Rosenheim, ehe er zum TSV 1860 München II zurückkehrte. Zur Winterpause der Spielzeit 2016/17 wechselte er zum SV Türkgücü-Ataspor München in die Landesliga Bayern.

### Nationalmannschaft
Sein einziges Länderspiel bestritt Kokocinski am 1. September 2004 beim 3:0-Sieg der U-20-Nationalmannschaft gegen die Auswahl der Schweiz mit Einwechslung für Francis Banecki in der 70. Minute im Rahmen einer internationalen Spielrunde.